# Ocyusa cornelli
Ocyusa cornelli är en skalbaggsart som beskrevs av Roberto Pace 1997. Ocyusa cornelli ingår i släktet Ocyusa och familjen kortvingar. Inga underarter finns listade i Catalogue of Life.